# Bačka Palanka
Bačka Palanka (cyr. Бачка Паланка, węg. Bácspalánka, niem. Plankenburg) – miasto w Serbii, w Wojwodinie, w okręgu południowobackim, siedziba gminy Bačka Palanka. Leży w regionie Baczka, nad Dunajem. W 2011 roku liczyło 28 239 mieszkańców.
Lokalny ośrodek przemysłowo-handlowy. Posiada port rzeczny.

## Sport
W mieście występuje klub piłkarski Bačka Bačka Palanka.